# ام.اچ. آبرامز
مِیِر «هوارد» مایک آبرامز (به انگلیسی: Meyer Howard "Mike" Abrams) (زادهٔ ۲۳ ژوئن ۱۹۱۲ - درگذشتهٔ ۲۱ آوریل ۲۰۱۵) منتقد ادبی اهل ایالات متحده آمریکا بود که به واسطهٔ آثارش در زمینهٔ رمانتیسیسم و به‌خصوص کتابش با عنوان آینه و چراغ (به انگلیسی: The Mirror and the Lamp) معروف شد. با چراغ در آینه‌های قناسِ بهزاد قادری و با چراغ و آینهٔ محمدرضا شفیعی کدکنی در فارسی از این کتاب تأثیر پذیرفته‌اند.